# ゼーロウ高地の戦い
ゼーロウ高地の戦い（ゼーロウこうちのたたかい、ドイツ語: Schlacht um die Seelower Höhen、ロシア語: Зеловско-Берлинская операция、英語: Battle of Seelow Heights）は、ベルリンの戦いにおける前哨戦であり、1945年4月16日から19日までの4日間行われた。第1白ロシア方面軍（司令官ゲオルギー・ジューコフ、第1ポーランド軍将兵78,556人を含む）配下、約100万の将兵が「ベルリンの入口」であり、ドイツ国防軍ヴァイクセル軍集団（司令官ゴットハルト・ハインリツィ）配下第9軍（司令官テオドーア・ブッセ）、100,000の将兵が守るゼーロウ高地に襲い掛かった。この戦いはしばしばオーデル・ナイセの戦いに含まれることがあり、ソビエト赤軍がオーデル・ナイセ両川を渡河した数箇所の1つにしか過ぎないが、ゼーロウ高地はその戦いの中でももっとも熾烈なものであった。オーデル・ナイセの戦いはベルリンの戦いの序曲であった。

## 前夜

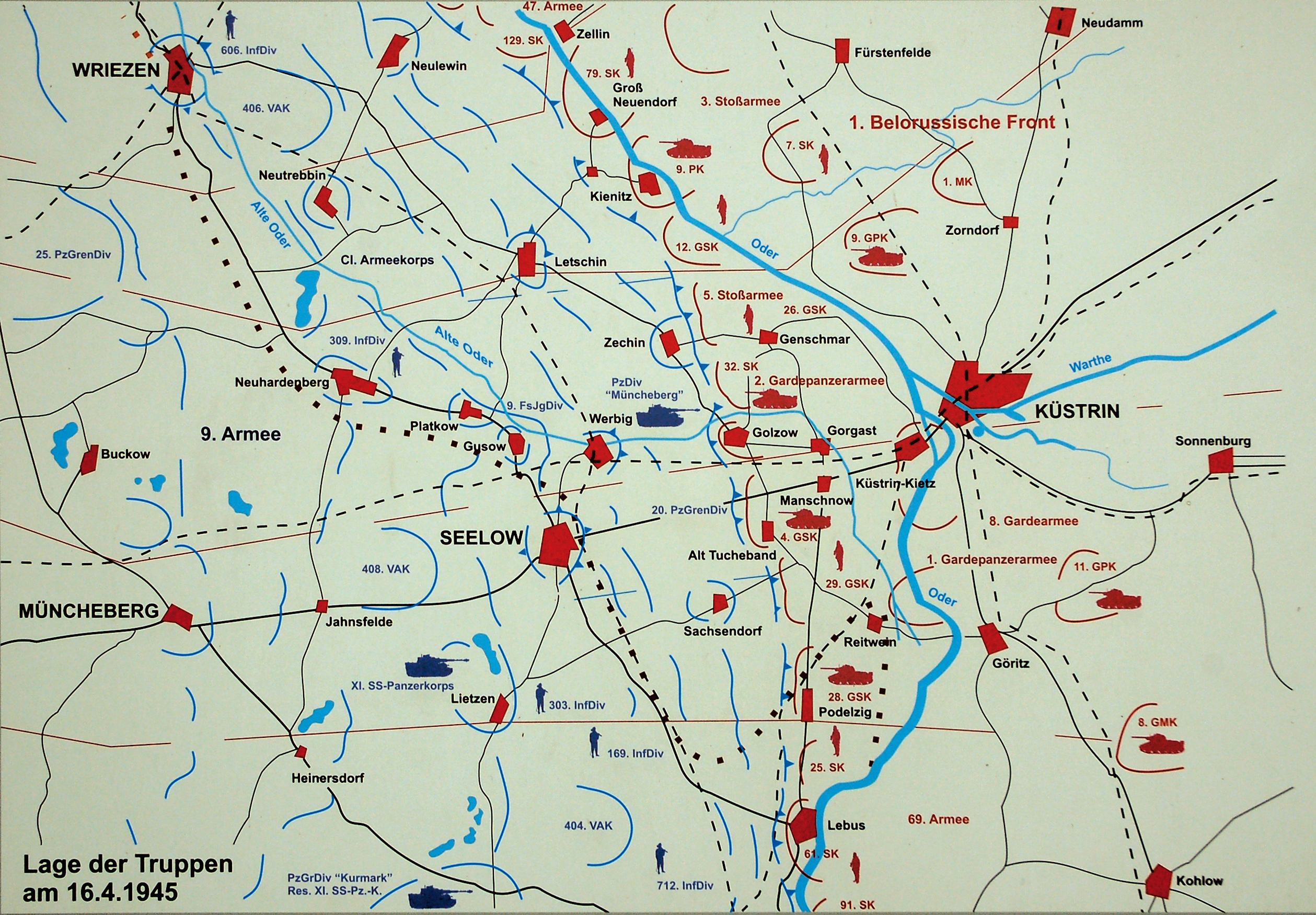
4月16日時点のゼーロウ高地周辺

1945年4月前半、ソ連赤軍は迅速な行動を見せた。9日、東プロイセンのケーニヒスベルク（現カリーニングラード）が陥落した。これは第2白ロシア方面軍（司令官コンスタンチン・ロコソフスキー）がオーデル川東岸へ渡河することが可能になった。これにより、第1白ロシア方面軍（司令官ゲオルギー・ジューコフ）へのシュヴェートからバルト海までのオーデル川下流域戦線におけるドイツ軍の圧力が軽減されたため、第1白ロシア方面軍は戦線南側に戦力を集中させることができた。また、南側では、第1ウクライナ方面軍（司令官イワン・コーネフ）が上シュレージエン北西からナイセ川へ主力を移動させた。
ソ連の三個方面軍は総勢で250万の将兵、6,250両の戦車、7,500機の航空機、41,600門の砲、迫撃砲（3,250台のカチューシャを含む）、そして95,383台の車両を所有していた。
第1白ロシア方面軍には、11個軍配下の77個狙撃兵師団、7個の装甲軍団及び機械化軍団、8個砲兵師団、その他、砲兵とカチューシャが混成された部隊が所属しており、3,155両の戦車、自走砲、16,934門の砲を所有しておりその11個軍のうち8個軍がオーデル川沿いに配置されていた。北方では、第61軍がシュヴェートからフィノウ運河へ分かれる箇所を占領しており、運河からキュストリンのソ連橋頭堡に第1ポーランド軍、第47軍、第3突撃軍、第5突撃軍、第8親衛軍が集中配置され、第69軍、第33軍はグーベン南の川を押さえた。また、第5突撃軍と第8親衛軍はベルリンへ向かう国道にあるドイツ軍のもっとも堅固な防御地点に配置された。一方、第2親衛装甲軍と第3軍及び第1親衛装甲軍は予備とされた。
ドイツ第9軍はゼーロウ高地に位地するフィノウ運河付近からグーベンに向けて布陣しており、512両の戦車、344門の砲、300 - 400門の対空砲を所有し、総勢14個師団の戦力であった。また、さらに南側では第4装甲軍が布陣し、第1ウクライナ方面軍と対峙していた。
3月20日、ヴァイクセル軍集団の司令官が親衛隊全国指導者ハインリヒ・ヒムラーからゴッドハルト・ハインリツィに交代した。ハインリツィはドイツ軍でも卓抜した戦術家の一人であった。ハインリツィはソ連赤軍の攻勢が行われる箇所を正確に予想しており、オーデル川と東西に伸びるアウトバーンが危険と判断していたが、そこはゼーロウ高地のことであった。ハインリツィは軽い小競り合いで川岸を防御することにし、その代わりに、オーデル川より48メーター高い地点で、なおかつ川を横切る国道が見渡せる地点の防御を強化した。ハインリツィはその地点の防御を強化するために、他の防御地点から兵を移動させた。そしてさらには、オーデル川が春の雪解けで増水し始めたので、上流の貯水池からの水量を調整し、平地を沼地に様相を変えさせた。こうして、ハインリツィはベルリンとの間に3つの防衛ラインを築いた。最終防衛ラインはヴォータンライン（Wotan Line）（最前線の後方、10 - 15マイル地点）であった。これらの防衛ラインは対戦車壕、対戦車砲陣地、塹壕と掩蔽壕が連携するように形成されていた。

## 戦闘
4月16日早朝、何千もの砲門、カチューシャによる砲撃、重爆撃機による爆撃でソ連赤軍の攻勢が始まった。夜明け前、第1白ロシア方面軍はオーデル川の全域で攻撃を開始した。同時刻、第1ウクライナ方面軍もナイセ川で攻勢を開始した。第1白ロシア方面軍は戦力を強化してあったが、それはドイツ軍が防御を強化している地点への攻撃のためであった。
第1白ロシア方面軍の最初の攻勢は失敗であった。ソ連赤軍砲兵部隊による砲撃開始の前に、ハインリツィとブッセらが第1防衛陣地から後方へ戦力を退避させていたため、ドイツ軍はさしたる損害を受けていなかった。用意されていた143個のサーチライトの照射は、敵軍を照らし出すどころが自軍の将兵の姿をドイツ軍に知らしめる結果となり、沼地と化した大地は進軍への大きな障害となった。さらにはドイツ軍による対抗集中砲撃でソビエト赤軍は多大な犠牲者を出すことになった。最初の攻勢に参加した部隊の進撃があまりにも遅いため、ジューコフは予備を投入することにしたが、それはジューコフにとっては予想外のことであった。夕方までに6キロほど進撃した部隊があったが、ジューコフは戦闘計画がうまく進んでいないことをソビエト赤軍最高司令部に報告するしかなかった。一方、南の第1ウクライナ方面軍による攻勢は計画通り進んでいた。スターリンはジューコフにベルリン占領の栄誉を与えるため、第1ウクライナ方面軍の戦車軍を北進させると励ました。
ソ連赤軍による集団集中攻撃戦術では結果以上に損害が高くついた。4月17日、第1白ロシア方面軍の戦線ではいつもより緊張が走ってはいたが、ドイツ軍防衛ラインは完全にソ連赤軍を阻止していた。しかし南側では第1ウクライナ方面軍が中央軍集団（司令官フェルディナント・シェルナー）防衛ライン左翼を防衛していた第4装甲軍を圧倒していた。シェルナーは第4装甲軍を支えるために、予備の2個装甲師団を送り込んだ。しかしヴァイクセル軍集団と中央軍集団はこの攻勢のために連携が取れなくなってしまい、これが戦いの分岐点となった。第4装甲軍の後退は中央軍集団が包囲されることを意味していた。このシェルナーの失敗のために第1ウクライナ方面軍が進撃に成功したことは、ハインリツィが築いた堅牢な防御ラインが寸断したことを事実上、意味していた。
4月18日、ソ連両方面軍はこれまでの損害を許容範囲として進撃を続けた。夕方までに第1白ロシア方面軍はドイツ最終防衛ラインに到達、第1ウクライナ方面軍はフォストを占領、目の前にある広々とした地区への侵攻準備に入った。
最終日の19日、第1白ロシア方面軍はゼーロウ高地のドイツ最終防衛ラインを突破、その前に立ちはだかるドイツ軍はすでに存在しなかった。第9軍と第4装甲軍の残存部隊は第1白ロシア方面軍と北へ転進してきた第1ウクライナ方面軍に包囲された。第1ウクライナ方面軍の一部部隊はアメリカ軍が進撃している西方への競争を開始した。19日、残存部隊が包囲されながら抵抗を続けていたが、すでにドイツ東部戦線は存在しなくなった。
この攻勢でのソ連赤軍の損害は大きく、特に4月1日 - 19日の間で2,807両の戦車が失われた。

## その後

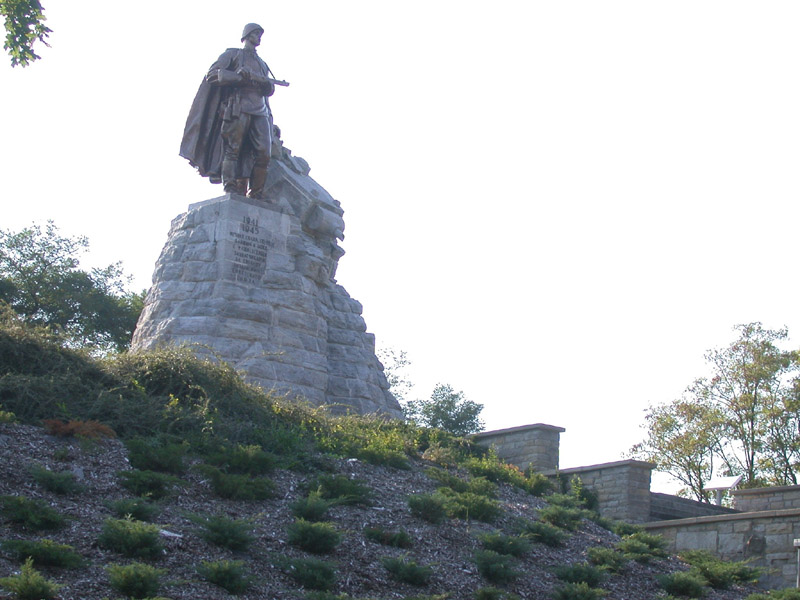
ゼーロウにあるソ連兵顕彰碑

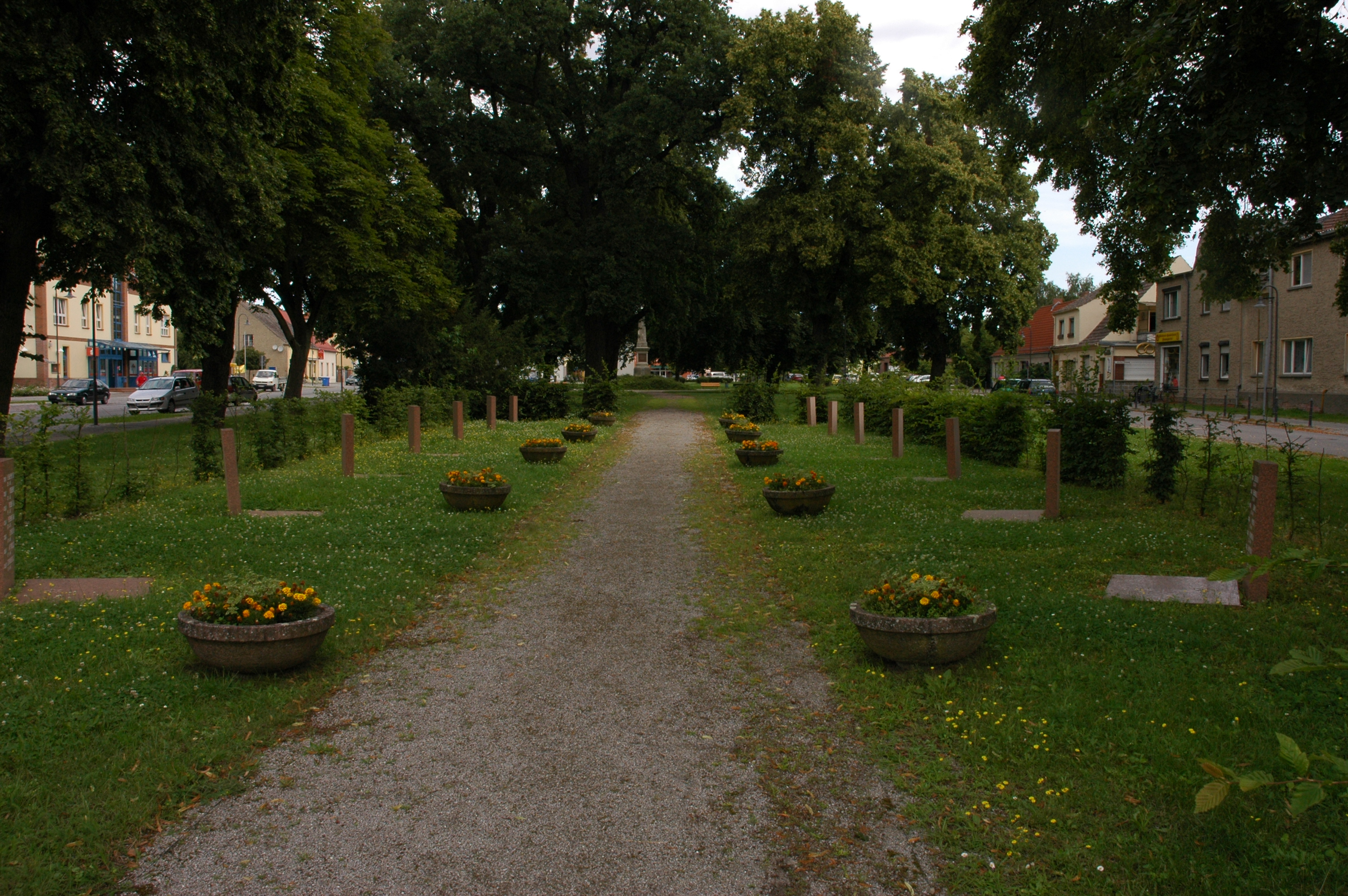
レチンにあるソ連兵の戦争墓地

ゼーロウ高地の防衛ラインはベルリン郊外における東側の最終防衛ラインであった。ハインリツィは赴任時、ゼーロウ高地が増援無しでは3、4日間しか持たないとしていたが、事実、その通りになった。4月19日、最終防衛ラインが突破された時、ソ連赤軍の前に立ち塞がるドイツ軍はすでに存在せず、ベルリンまでは残り90キロであった。4月23日にはベルリンは完全に包囲され、ナチス・ドイツは最終局面に立たされた。事実、2週間も経たないうちにヒトラーは自殺、欧州大戦は終わりを遂げた。
戦後、ジューコフを批判した者は、第1白ロシア方面軍がベルリン直通の国道への攻撃をするべきではなく、第1ウクライナ方面軍がナイセ川で突破した箇所を経由して進撃すべきであったと主張した。また、この転進でゼーロウ高地でのドイツ軍が防衛を強化していた地点を回避することになり、多くの犠牲とベルリン進撃の遅れを回避することができたとする。しかし他の方面軍はドイツ軍主力との戦闘を回避することができたが、第1白ロシア方面軍の正面は非常に狭く、そのような行動は不可能であったともされる。